# Liste der Monuments historiques in Clermont (Oise)
Die Liste der Monuments historiques in Clermont (Oise) führt die Monuments historiques in der französischen Gemeinde Clermont auf.

## Liste der Bauwerke
| Bezeichnung       | Beschreibung                                     | Standort                             | Kennzeichnung | Schutzstatus | Datum | Bild           |
| ----------------- | ------------------------------------------------ | ------------------------------------ | ------------- | ------------ | ----- | -------------- |
| Hôtel de Ville    | Erbaut im 14. Jahrhundert                        | 19, place de l’Hotel de Ville (Lage) | PA00114600    | Classé       | 1975  | weitere Bilder |
| Hôtel particulier | Erbaut in der ersten Hälfte des 18. Jahrhunderts | 4, place de l’Hotel de Ville (Lage)  | PA60000015    | Inscrit      | 1998  |                |
| Kirche St-Samson  | Erbaut ab dem 12. Jahrhundert                    | Rue de l’Église (Lage)               | PA00114599    | Classé       | 1921  | weitere Bilder |
| Sparkasse         | Erbaut im 18. Jahrhundert                        | 15, place de l’Hotel de Ville (Lage) | PA00114601    | Inscrit      | 1946  |                |
| Ehemaliger Donjon | Erbaut im 11./12. Jahrhundert                    | 9, rue du Donjon (Lage)              | PA00114598    | Inscrit      | 1950  | weitere Bilder |
| Sous-Préfecture   | Erbaut im 16. Jahrhundert                        | 6, rue Georges Fleury (Lage)         | PA00114603    | Inscrit      | 1927  | weitere Bilder |
| Porte de Nointel  | Erbaut im 15. Jahrhundert                        | Rue de la Porte de Nointel (Lage)    | PA00114602    | Classé       | 1937  | weitere Bilder |

## Liste der Objekte

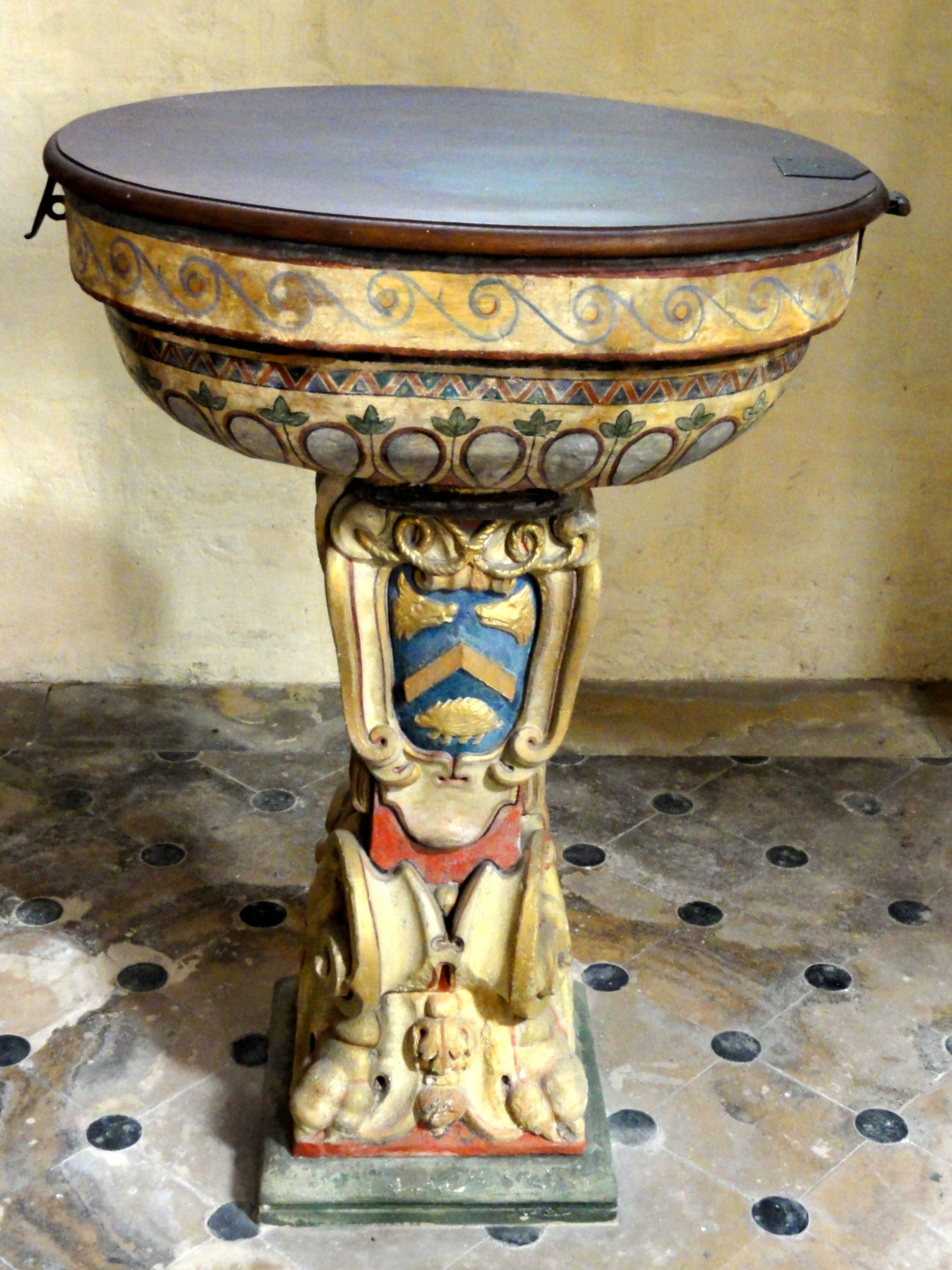
Taufbecken in Clermont

- Monuments historiques (Objekte) in Clermont (Oise) in der Base Palissy des französischen Kultusministeriums

Siehe auch: Wurzel-Jesse-Fenster (Clermont) und Taufbecken Clermont (Oise)